# لويز بران
لويز بران (بالإنجليزية: Louise Brann)‏ هي رسامة أمريكية، ولدت في 18 أغسطس 1906 في ماونت فيرنون في الولايات المتحدة، وتوفيت في 1982 في لارتشمونت في الولايات المتحدة.